# Peralta (Navarre)
Pour les articles homonymes, voir Peralta.
Peralta en espagnol ou Azkoien en basque est une ville et une commune de la communauté forale de Navarre (Espagne).
Elle est située dans la zone non bascophone de la province. Le castillan est la seule langue officielle alors que le basque n’a pas de statut officiel et à 59,4 km de sa capitale, Pampelune.

## Administration
| Jesus Hilario Campo    | 1999 - 2003 | UPeI                         |
| Mª Sagrario Guinduláin | 2003 - 2007 | Unión del Pueblo Navarro UPN |
| Juan Jesús Basarte     | 2007 - 2011 | UPeI                         |

## Démographie
| Évolution démographique                                 | Évolution démographique | Évolution démographique | Évolution démographique | Évolution démographique | Évolution démographique | Évolution démographique | Évolution démographique | Évolution démographique | Évolution démographique | Évolution démographique |
| 1996                                                    | 1998                    | 1999                    | 2000                    | 2001                    | 2002                    | 2003                    | 2004                    | 2005                    | 2006                    | 2007                    |
| ------------------------------------------------------- | ----------------------- | ----------------------- | ----------------------- | ----------------------- | ----------------------- | ----------------------- | ----------------------- | ----------------------- | ----------------------- | ----------------------- |
| 4 668                                                   | 4 628                   | 4 694                   | 5 082                   | 5 376                   | 5 571                   | 5 668                   | 5 681                   | 5 741                   | 5 833                   | 5 746                   |
| Sources: Peralta et instituto de estadística de navarra |                         |                         |                         |                         |                         |                         |                         |                         |                         |                         |

## Patrimoine

### Patrimoine civil
- Atalaya : situé sur les hauteurs du village, il date du milieu du Xe siècle.
- Campanar : tour du XVIIIe siècle. Elle est le symbole de cette localité.
- Portil de Lobos : porte d'entrée préromane située sur la partie haute de la montagne.
- Palais baroque : du XVIIIe siècle situé sur la calle Mayor.
- Pont sur le río Arga.

### Patrimoine religieux
- Église San Juan Evangelista (Saint Jean l'évangéliste)

## Personnalités
- Emilio Rodríguez Irazusta (1860-1919), inventeur du Document National d'Identité (DNI), une place lui est dédiée près de l'église.
- Santos Jorge, musicien et compositeur de l'hymne national du Panama.
- Carlos Zalduendo, international de rugby à XIII, ancien président de la Fédération française de rugby à XIII et ancien président de Toulouse Olympique.

## Jumelage
- Léognan (France) depuis 2002[2]

### Sources
- (es) Cet article est partiellement ou en totalité issu de l’article de Wikipédia en espagnol intitulé « Peralta » (voir la liste des auteurs).